# Rolf Danneberg
Rolf Danneberg, nemški atlet, * 1. marec 1953, Hamburg, Zahodna Nemčija.
Danneberg je nastopil na dveh Poletnih olimpijskih igrah v metu diska, v letih 1984 v Los Angelesu, ko je osvojil naslov olimpijskega prvaka, in 1988 v Seulu, ko je osvojil bronasto medaljo. Njegov osebni rekord je 67,60 metra, dosežen maja 1987 v Berlinu.